# Márcio Freitas
Márcio de Freitas Gomes é um jornalista brasileiro. Foi secretário de comunicação social no governo Michel Temer.